# Scott Peterson
Scott Lee Peterson (San Diego, 24 oktober 1972) is een Amerikaans veroordeeld moordenaar. In 2004 werd hij schuldig bevonden en veroordeeld voor de moord op zijn vrouw en ongeboren kind. Het proces beheerste wekenlang het nieuws in de Verenigde Staten.

## Leven
Scott Lee Peterson werd geboren in San Diego, Californië. Aanvankelijk werkte hij als verkoper van kunstmest. Peterson werkte bij California Polytechnic, maar werkte ook bij Pacific Café, een restaurant in Morro Bay. Laci bezocht het restaurant af en toe om een vriend te ontmoeten die daar ook werkte. Medio 1994 ontmoetten Laci en Scott elkaar en wisselden ze nummers uit; ze vertelde haar moeder dat ze de man had ontmoet met wie ze zou gaan trouwen. Uiteindelijk begonnen ze met daten en kregen ze een relatie. Na twee jaar gingen ze samen wonen. In 1997 nadat Laci was afgestudeerd, trouwde het stel. Samen hadden ze een succesvol restaurant. In 2002 raakte Laci Peterson zwanger. Scott en Laci Peterson besloten hun ongeboren zoon Conner te noemen.

## Verdwijning en veroordeling
Vlak voor de bevalling verdween Laci Peterson spoorloos. Aanvankelijk kreeg Scott Peterson steun van de omgeving en van de familie van Laci. Toen in de pers meer en meer berichten verschenen over mogelijke betrokkenheid van Scott Peterson bij de vermissing, werd hij aanvankelijk door zijn schoonfamilie verdedigd. Scott had dagenlang meegeholpen met de zoektocht naar zijn vrouw en ongeboren kind. Er ontstonden twijfels in de houding van de publieke opinie en de familie van Laci toen in januari 2003 bekend werd dat Scott Peterson een levensverzekering van $250.000 op het leven van zijn vrouw had afgesloten vanaf het moment dat bekend was dat ze zwanger was. Rond dezelfde tijd kwam uit dat Scott Peterson een affaire had met een andere vrouw. De familie van Laci trok hierop de steun aan Scott Peterson in.
In april 2003 werd in een baai in de buurt het ontbonden lichaam van een pasgeboren jongetje gevonden, nog met navelstreng. Een dag later werd in dezelfde baai het onthoofde lichaam van een vrouw gevonden. Met behulp van DNA-onderzoek werd bepaald dat het om de vermiste Laci en Conner Peterson ging.
Vijf dagen nadat de lichamen gevonden waren, werd Scott Peterson op 18 april 2003 gearresteerd, officieel om te voorkomen dat hij als verdachte naar het buitenland zou vluchten. Hij had zijn haar blond geverfd en een baard laten staan. De auto waarin hij reed had hij gekocht op naam van zijn moeder, en hij had het rijbewijs van zijn broer bij zich. Ook werd een grote hoeveelheid geld (15000 dollar) in de auto gevonden.
In januari 2004 begon het proces dat maandenlang prominent in het nieuws zou komen. In de fase dat de jury zich had teruggetrokken om te beraden, werden plotseling nog twee juryleden vervangen.
Op 12 november 2004 werd Scott Peterson schuldig bevonden aan moord op zijn vrouw en doodslag op hun ongeboren kind. In maart 2005 werd Scott Peterson ter dood veroordeeld. Sindsdien wachtte hij in de San Quentin State Prison op de voltrekking van het vonnis.
Naar aanleiding van de moord op Laci en Conner nam het Amerikaanse Congres een wet aan die het leven van ongeboren kinderen meer moest beschermen. Deze wet heet de Laci and Conner's Law.
Peterson werd oorspronkelijk veroordeeld tot de doodstraf, maar dit vonnis werd in 2020 vernietigd. In 2021 werd Peterson veroordeeld tot levenslang zonder kans op vervroegde vrijlating.
In 2022 vroeg Peterson een nieuw proces aan.

## Filmografie
- 2017: Scott Peterson: Pregnant Wife Missing
- 2024: American Murder: Laci Peterson